# 趙國鼎
趙國鼎（？—1636年），號彖九，山西太原府樂平縣人。明末政治人物。天啟丁卯解元，崇禎進士。

## 生平
天啟七年（1627年）丁卯科山西鄉試第一名舉人。崇禎七年（1634年）中甲戌科進士。吏部观政，本年十二月任順天府寶坻縣（今天津市寶坻區）知縣。崇禎九年（1636年）清軍入關襲擾，七月破寶坻城，趙國鼎及主簿樊樞、典史張六師、訓導趙士秀皆殉國。